# Хайнрих II фон Изенбург-Бюдинген
Хайнрих II (I) фон Изенбург-Бюдинген (на немски: Heinrich II (I) von Isenburg-Budingen; * ок. 1320; † между 3 ноември 1378 и 26 ноември 1379) от фамилията Изенберг, е граф на Изенбург-Бюдинген, бургграф на Гелнхаузен, господар на част от Йоса, Вехтерсбах, Шпилберг и Венингс.

## Произход
Той е син на Лотар фон Изенбург-Бюдинген († 1340/1341) и съпругата му Изенгард фон Фалкенщайн-Мюнценберг († сл. 1326), дъщеря на Филип III фон Фалкенщайн-Мюнценберг († 1322) и първата му съпруга Мехтилд фон Епенщайн († 1303). Внук е на Лудвиг фон Изенбург-Клееберг бургграф фон Гелнхаузен († 1304).

## Фамилия
Хайнрих II жени на 29 юли 1332 г. за Аделхайд фон Ханау († сл. 29 юли 1378), дъщеря на граф Улрих II фон Ханау и Агнес фон Хоенлое. Те имат децата:
- Йохан I († 1395), женен пр. 28 юли 1355 г. за София фон Вертхайм († сл. 1389)
- Агнес († 1404), омъжена ок. 1375 г. за Дитрих I фон Бикенбах († 1403)
- Хайнрих († сл. 1359)
- Вилхелм († 1409), каноник в Шпайер пр. 1374, приор в Св. Георг в Лимбург (1374 – 1409), катедрален шоластик в Шпайер през 1406 г.
- Изенгарда († сл. 1398), абатиса на Мариенборн (1396 – 1398)
- Аделхайд († 1441), абатиса на Кведлинбург (1406 – 1435)